# Bastarden
Bastarden (Engels: The Promised Land) is een Deens-Duits-Zweedse historische dramafilm uit 2023, geregisseerd door Nikolaj Arcel. Het scenario werd geschreven door Arcel en Anders Thomas Jensen en is gebaseerd op de roman Kaptajnen og Ann Barbara uit 2020 van Ida Jessen.

## Verhaal
In 1755 probeert Ludvig Kahlen, een arme veteraan met een bescheiden pensioen, op de dorre Jutlandse heide om landbouwgrond te bewerken die hij van de koning heeft gekregen. Hij hoopt een nederzetting te vestigen en daarmee rijkdom en eer te verwerven maar komt in conflict met Frederik De Schinkel, een meedogenloze landeigenaar die de heide probeert in bezit te krijgen. De Schinkel doet er alles aan om Kahlen van het land te verdrijven en Kahlen gaat koppig de ongelijke strijd aan.

## Rolverdeling
| Acteur                | Personage            |
| --------------------- | -------------------- |
| Mads Mikkelsen        | Ludvig Kahlen        |
| Amanda Collin         | Ann Barbara          |
| Simon Bennebjerg      | Frederik De Schinkel |
| Melina Hagberg        | Anmai Mus            |
| Kristine Kujath Thorp | Edel Helene          |
| Gustav Lindh          | Anton Eklund         |
| Søren Malling         | Paulli               |
| Thomas W. Gabrielsson | Bondo                |
| Magnus Krepper        | Hector               |

## Productie
De filmopnames gingen van start op 5 september 2022 en eindigden begin november van hetzelfde jaar. Er werd op locatie gefilmd in Duitsland, Zweden en Tsjechië.

## Release en ontvangst
Bastarden ging op 31 augustus 2023 in première in de officiële competitie van het Filmfestival van Venetië. De film kreeg overwegend positieve kritieken van de filmcritici, met een score van 88% op Rotten Tomatoes, gebaseerd op 24 beoordelingen. Bij de uitreiking van de 36e Europese Filmprijzen in Berlijn in december 2023 won de film de prijs voor beste acteur (Mads Mikkelsen), beste cinematografie (Rasmus Videbæk) en beste kostuums (Kicki Ilander). De film werd geselecteerd als Deense inzending voor de beste niet-Engelstalige film voor de 96ste Oscaruitreiking en kwam in december 2023 op de shortlist.
Bastarden won in februari 2024 acht Roberts, de Deense filmprijzen, waaronder beste Deense film, beste acteur en beste mannelijke bijrol.

## Prijzen en nominaties
De belangrijkste:
| Jaar | Prijs                    | Categorie               | Genomineerde(n)                       | Uitslag     |
| ---- | ------------------------ | ----------------------- | ------------------------------------- | ----------- |
| 2024 | Robert                   | Beste Deense film       | Beste Deense film                     | Gewonnen    |
| 2024 | Robert                   | Beste acteur            | Mads Mikkelsen                        | Gewonnen    |
| 2024 | Robert                   | Beste bewerkte scenario | Nikolaj Arcel en Anders Thomas Jensen | Gewonnen    |
| 2024 | Robert                   | Beste mannelijke bijrol | Simon Bennebjerg                      | Gewonnen    |
| 2024 | Robert                   | Beste productieontwerp  | Jette Lehmann                         | Gewonnen    |
| 2024 | Robert                   | Beste camerawerk        | Rasmus Videbæk                        | Gewonnen    |
| 2024 | Robert                   | Beste make-up           | Sabine Schumann                       | Gewonnen    |
| 2024 | Robert                   | Beste speciale effecten | Alexander Schepelern en Nina Strøm    | Gewonnen    |
| 2023 | Filmfestival van Venetië | Gouden Leeuw            | Nikolaj Arcel                         | Genomineerd |
| 2023 | 36e Europese Filmprijzen | Beste acteur            | Mads Mikkelsen                        | Gewonnen    |
| 2023 | 36e Europese Filmprijzen | Beste cinematografie    | Rasmus Videbæk                        | Gewonnen    |
| 2023 | 36e Europese Filmprijzen | Beste kostuums          | Kicki Ilander                         | Gewonnen    |